# Kettes szánkó a 2002. évi téli olimpiai játékokon
A 2002. évi téli olimpiai játékokon a szánkó kettes versenyszámát február 15-én rendezték Park Cityben. Az aranyérmet a német Alexander Resch–Patric Leitner-páros nyerte. A versenyszámban nem vettek részt magyar versenyzők.

## Eredmények
A verseny két futamból állt. A két futam időeredményének összessége határozta meg a végső sorrendet. Az időeredmények másodpercben értendők.
| Helyezés | Csapat                                                            | 1. futam      | 2. futam      | Összesítés |
| -------- | ----------------------------------------------------------------- | ------------- | ------------- | ---------- |
| Arany    | Németország (GER)-2 · Alexander Resch · Patric Leitner            | 42,953        | 43,129        | 1:26,082   |
| Ezüst    | Egyesült Államok (USA)-2 · Brian Martin · Mark Grimmette          | 43,111        | 43,105        | 1:26,216   |
| Bronz    | Egyesült Államok (USA)-1 · Chris Thorpe · Clay Ives               | 43,013        | 43,207        | 1:26,220   |
| 4.       | Németország (GER)-1 · Steffen Skel · Steffen Wöller               | 43,121        | 43,254        | 1:26,375   |
| 5.       | Kanada (CAN)-1 · Chris Moffat · Eric Pothier                      | 43,285        | 43,216        | 1:26,501   |
| 6.       | Ausztria (AUT)-1 · Markus Scheigl · Tobias Schiegl                | 43,208        | 43,310        | 1:26,518   |
| 7.       | Olaszország (ITA)-2 · Gerhard Plankensteiner · Oswald Haselrieder | 43,278        | 43,338        | 1:26,616   |
| 8.       | Ausztria (AUT)-2 · Andreas Linger · Wolfgang Linger               | 43,330        | 43,354        | 1:26,684   |
| 9.       | Szlovákia (SVK) · Ľubomír Mick · Walter Marx                      | 43,248        | 43,458        | 1:26,706   |
| 10.      | Lettország (LAT) · Ivars Deinis · Sandris Berzinš                 | 43,413        | 43,493        | 1:26,906   |
| 11.      | Ukrajna (UKR) · Danilo Pancsenko · Oleh Avgyejev                  | 43,727        | 43,600        | 1:27,327   |
| 12.      | Kanada (CAN)-2 · Grant Albrecht · Mike Moffat                     | 43,645        | 43,721        | 1:27,366   |
| 13.      | Oroszország (RUS)-1 · Danyil Csaban · Jevgenyij Zikov             | 43,691        | 43,895        | 1:27,586   |
| 14.      | Oroszország (RUS)-2 · Mihail Kuzmics · Jurij Veszelov             | 43,815        | 43,844        | 1:27,659   |
| 15.      | Románia (ROU)-1 · Eugen Radu · Marian Tican                       | 43,901        | 43,945        | 1:27,846   |
| 16.      | Románia (ROU)-2 · Ion Cristian Stanciu · Robert Taleanu           | 43,977        | 43,979        | 1:27,956   |
| 17.      | Olaszország (ITA)-1 · Christian Oberstolz · Patrick Gruber        | 45,882        | 43,421        | 1:29,303   |
| –        | Svédország (SWE) · Anders Söderberg · Bengt Walden                | 45,589        | nem ért célba | –          |
| –        | Japán (JPN) · Ogucsi Takahisza · Takahasi Kei                     | nem ért célba | –             | –          |